# Lucien Pothier
Lucien Pothier (Cuy, 15 januari 1883 - Troyes, 29 april 1957) was een Frans professioneel wielrenner, bijgenaamd Le Bouclier de Sens. 
Pothier werd tweede in de Ronde van Frankrijk 1903. Een jaar later, in de Tour van 1904 herhaalde hij die prestatie. Pothier was echter een van de vele renners die in deze door schandalen geteisterde Tour werden gediskwalificeerd, net als de rest van de top-4 van het algemeen klassement. In eerste instantie werd Pothier levenslang verbannen uit de Tour. In 1907 kon hij echter opnieuw aan de start verschijnen. Het niveau van zijn eerste twee Tours zou Pothier echter niet meer halen.

## Resultaten in voornaamste wedstrijden
| Jaar | Ronde van Italië | Ronde van Frankrijk | Ronde van Spanje |
| ---- | ---------------- | ------------------- | ---------------- |
| 1903 |                  | ↑                   |                  |
| 1904 |                  | opgave              |                  |
| 1907 |                  | opgave              |                  |
| 1909 |                  | opgave              |                  |
| 1910 |                  | 28e                 |                  |
| 1911 |                  | 20e                 |                  |

| Jaar | Parijs-Roubaix | Parijs-Tours | Parijs-Brussel |
| ---- | -------------- | ------------ | -------------- |
| 1903 |                |              |                |
| 1904 | ↑              |              |                |
| 1907 | 11e            |              |                |
| 1909 |                | 12e          | 21e            |
| 1910 |                |              |                |
| 1911 | 31e            |              | 17e            |